# Monte Wells
Il Monte Wells (in lingua inglese: Mount Wells) è una imponente montagna antartica, per lo più coperta di ghiaccio, situata a
ovest del Ghiacciaio Liv, 6,5 km a nordovest del June Nunatak, nelle Prince Olav Mountains, catena montuosa che fa parte dei Monti della Regina Maud, in Antartide. 
La denominazione è stata assegnata dal Comitato consultivo dei nomi antartici (US-ACAN) in onore di Harry Wells, segretario generale del Comitato per la ricerca polare (Committee on Polar Research) dell'Accademia nazionale delle scienze degli Stati Uniti, nel 1962–66.